# 旺图山
旺图山（法語發音：[mɔ̃ vɑ̃tu]），又稱旺杜山、冯度山、凡圖山或风秃山，是位于法國普罗旺斯地区的一座山峰，位于沃克吕兹省卡庞特拉東北方20公里處。它高達1912米，是普羅旺斯最高點。此外也是環法自行車賽著名賽段。它在地理上屬於阿爾卑斯山，但因爲周圍山体都很低，所以也會被當作一座獨立的山峰。
“venteux”在法語中的意思是“多風的”，實際上山如其名，山頂上沒有植被覆蓋、經常狂風呼嘯，常見于此的密史脱拉风速度可達每小時320公里。在風速太高的日子裏，通往山頂的道路（尤其是“col des tempêtes”）常會被政府封閉以保障遊客安全。2016 年环法第 12 赛段由于原定风秃山山顶终点风速过快，组委会将终点临时前移，却没有布置足够完备的车迷隔离措施，最终大量车迷阻塞路线造成当时身穿黄色领骑衫的弗鲁姆摔车并着锁鞋跑步的「经典画面」。

## 外部連接
- Map, profiles, info for cycling all three sides of Ventoux （页面存档备份，存于）

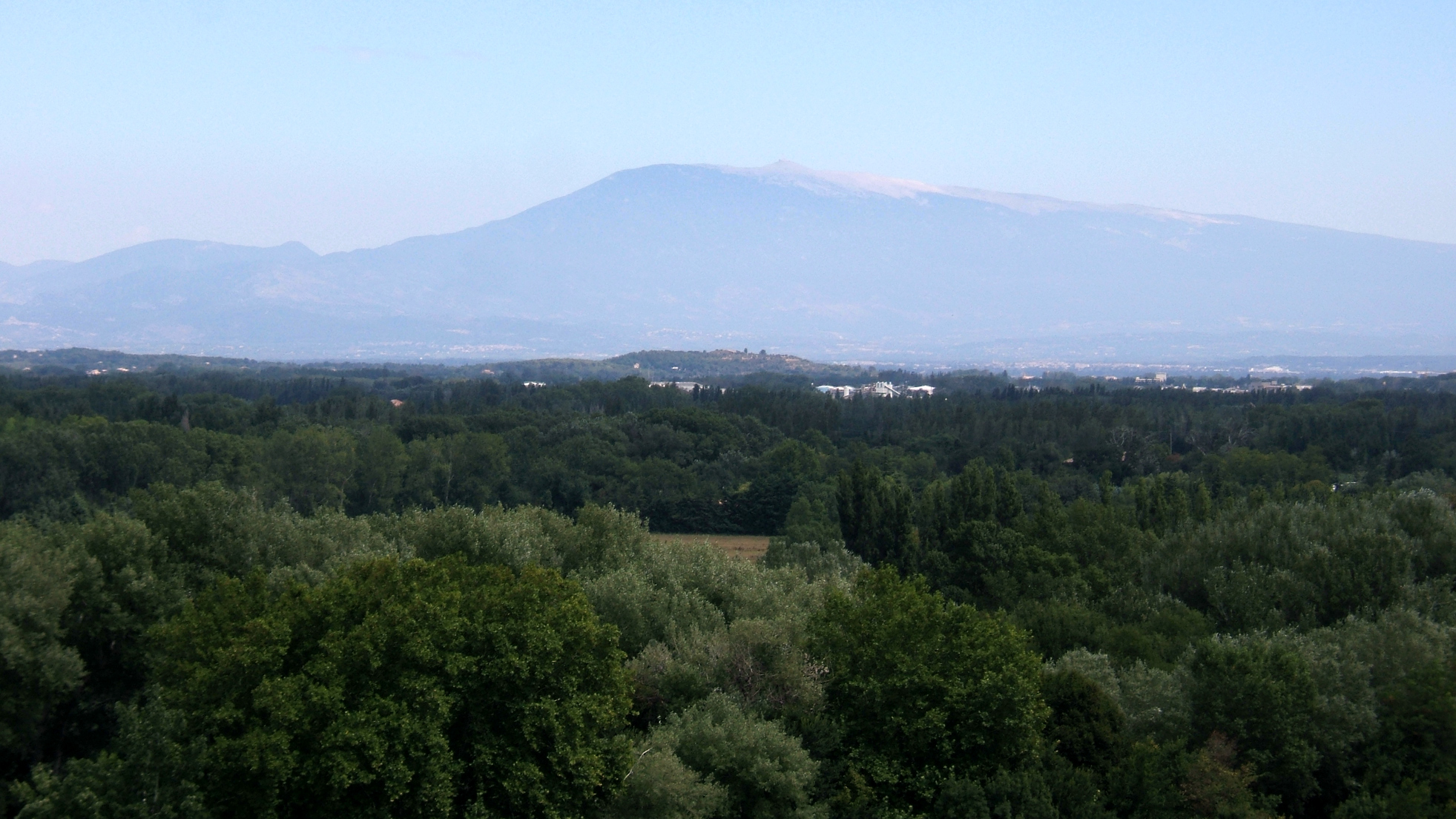
從30英里外的亞維農看冯度山

- Mont Ventoux on Google Maps (Tour de France classic climbs)
- Cycling up to Mont Ventoux: data, profile, map, photos and description （页面存档备份，存于）
- Climbing Mont Ventoux by bike: information for cyclists, itineraries, pictures and profiles （页面存档备份，存于）